# 피브릴린-1
피브릴린-1(fibrillin-1)은 인간의 경우 15번 염색체에 위치한 FBN1 유전자에 의해 인코딩되는 단백질이다. 이것은 10~12nm의 칼슘 결합 미세원섬유(microfibril)의 구조적 구성 요소 역할을 하는 큰 세포외 기질 당단백질이다. 이 미세섬유는 신체 전체의 탄성 및 비탄성 결합 조직에서 힘을 지탱하는 구조적 지지를 제공한다. 단백질을 변경하는 돌연변이는 태아 사망, 발달 문제, 마르팡 증후군 또는 어떤 경우에는 웨일-마르케사니 증후군(Weill–Marchesani syndrome)을 포함하여 심각도가 크게 다른 다양한 표현형 효과를 초래할 수 있다.

## 같이 보기
- 피브릴린
- 마르팡 증후군